# Reserva da biosfera transfronteiriça
Uma reserva da biosfera transfronteiriça (com a sigla RBT) é um espaço ecológico de especial valor que abrange mais de um país. Trata-se de um reconhecimento internacional dado pela ONU a uma zona e baseia-se na vontade política de vários Estados em cooperar na conservação e no uso sustentável de um espaço. Também representa um compromisso de dois ou mais países em aplicar juntos a Estratégia de Sevilha para as Reservas da Biosfera e os seus objetivos.
As 20 reservas da biosfera transfronteiriças que existiam em junho de 2017 são as seguintes:
| Países                             | Reserva da biosfera                                  | Ano de inclusão | Revisão periódica   | Segunda revisão periódica |
| ---------------------------------- | ---------------------------------------------------- | --- | ------------------- | ------------------------- |
| Polónia · Eslováquia               | Tatras                                               | 1992 |                     |                           |
| Chéquia · Polónia                  | Krkokonose-Karkonosze                                | 1992 |                     |                           |
| Alemanha · França                  | Vosgos do Norte-Bosque do Palatinado                 | 1998. Norte dos Vosgos estabelecida em 1988 e Bosque do Palatinado em 1992.                                         | 2000(FR) 2004(AL)   | 2011 FR/AL                |
| Polónia · Eslováquia · Ucrânia     | Este dos Cárpatos                                    | 1998. Este dos Cárpatos/Beskid Este (P/E) estabelecidas em 1992.                                                    |                     |                           |
| Roménia · Ucrânia                  | Delta do Danúbio                                     | 1998. Delta do Danúbio (Roménia) estabelecido em 1979, estendida em 1992. Dunaisky (Ucrânia), estabelecida em 1998. | 2003(ROM) 2010(UCR) |                           |
| Benim · Burquina Fasso · Níger     | Região W                                             | 2002. Região "W" do Níger estabelecida en 1996, extensões ao Benim e Burkina Faso como RBT em 2002.                 |                     |                           |
| Mauritânia · Senegal               | Delta do Rio Senegal                                 | 2005 |                     |                           |
| Espanha · Marrocos                 | Reserva da Biosfera Intercontinental do Mediterrâneo | 2006 |                     |                           |
| Espanha · Portugal                 | Gerês-Xurés                                          | 2009 |                     |                           |
| El Salvador · Guatemala · Honduras | Trifinio-Fraternidad                                 | 2011. Reserva da Biosfera de Trifinio declarada em 1987.                                                            |                     |                           |
| Croácia · Hungria                  | Mura Drava Danúbio                                   | 2012 |                     |                           |
| Bielorrússia · Polónia · Ucrânia   | Polesia Ocidental                                    | 2012 |                     |                           |
| Albânia · Macedônia do Norte       | Ohrid-Prespa                                         | 2014 |                     |                           |
| França · Itália                    | Monte Viso                                           | 2014 |                     |                           |
| Espanha · Portugal                 | Meseta Ibérica                                       | 2015 |                     |                           |
| Espanha · Portugal                 | Tejo-Tajo                                            | 2016 |                     |                           |
| República Dominicana · Haiti       | La Selle - Jaragua-Bahoruco-Enriquillo               | 2017 |                     |                           |
| Equador · Peru                     | Bosques da Paz                                       | 2017 |                     |                           |
| Cazaquistão · Rússia               | Grande Altai                                         | 2017 |                     |                           |
| Togo · Benim                       | Mono                                                 | 2017 |                     |                           |